# The Sisters of Mercy

Alternatives Bandlogo

The Sisters of Mercy sind eine britische Rockband, die insbesondere in den 1980er Jahren populär war. Die Gruppe zählt mit ihrer vom Psychedelic Rock und Punk beeinflussten Musik zu den Wegbereitern des Gothic Rock. In der zweiten Hälfte der 1980er Jahre traten vermehrt Popmusik- und Mainstream-Rock-Einflüsse hinzu, wodurch sie ihren Bekanntheitsgrad nochmals steigerten. Ihre bekanntesten Stücke sind Temple of Love (1983, Neuaufnahme 1992 mit Ofra Haza), This Corrosion (1987) und More (1990).

## Geschichte

### Anfänge (1980 bis 1983)
Gegründet wurden The Sisters of Mercy 1980 in Leeds von Andrew Eldritch (eigentlich Andrew William Harvey Taylor) und Gary Marx (eigentlich Mark Pearman), die sich im F-Club in Leeds trafen und Musik machen wollten. Gary Marx war mit Instrumenten vertraut, Andrew Eldritch konnte eigenen Angaben zufolge etwas Schlagzeug spielen. Beide aber wollten sich selber im Radio, in der John Peel Radio Show hören. So entstand mit minimalem Equipment die erste Single Damage Done / Watch / Home of the Hit-Men in einer Auflage von 1000 Stück. Beim Gesang wechselten sich Eldritch und Marx ab. Gitarre und Bass wurden von Marx gespielt, während Eldritch am Schlagzeug saß und so schlecht spielte, dass er während der Aufnahmen die Stöcke fallen ließ. Auch das Merciful-Release-Logo in Anlehnung an eine Abbildung aus Gray’s Anatomy entstand zu dieser Zeit. Außerdem gründeten sie damals ihr eigenes Label, Merciful Release, das bis heute besteht. Nachdem John Peel in seiner Radiosendung das Stück Damage Done gleich zweimal gespielt hatte, verkaufte sich die erste und einzige Auflage fast komplett.
1981 trafen sich Eldritch und Marx nochmals, um „richtig anzufangen“. Marx blieb an der Gitarre und wurde durch den neu dazugestoßenen Ben Gunn unterstützt. Craig Adams (später The Mission, The Cult, heute bei The Alarm) übernahm den Bass. Doktor Avalanche, ein Schlagzeugcomputer des Modells Boss DR 55, vervollständigte die Band. Somit blieb Eldritch „zwangsläufig“, wie er sagte, nur der Gesang. Seitdem schrieb Eldritch auch sämtliche Texte und einen Großteil der Musik. 1981 fand auch das erste Konzert der Band am 16. Februar im Alcuin College in York (England) statt.
1982/1983 veröffentlichten sie ihre ersten Stücke, darunter Body Electric, Alice und Temple of Love. Die Band wurde schnell populär und im August 1983 wurden die ersten Konzerte außerhalb Großbritanniens in Belgien, den Niederlanden, West-Deutschland und den USA gespielt.

### Neue Höhen und erster Band-Split (1984 bis 1986)
1984 ersetzte Wayne Hussey (Ex-Dead or Alive) den Gitarristen Gunn, der seinerzeit ausstieg, weil die Band seinen Angaben nach sich selbst zu ernst genommen hat. Die Band erhielt einen Plattenvertrag bei WEA Records. Die EP Body and Soul war das Debütstück bei der neuen Plattenfirma, und nach weiteren Auftritten nahm die Band die erste Langspielplatte auf, die 1985 unter dem Titel First and Last and Always erschien. Gitarrist Wayne Hussey schrieb über die Hälfte der Songs.
In der Folge kam Streit über kreative Einflüsse und die Richtung der Band auf. Gary Marx verließ die Sisters 1985 während einer laufenden Tournee und gründete Ghost Dance. Nach dem letzten Konzert in der Royal Albert Hall in London, das von den verbleibenden Mitgliedern gespielt wurde, eskalierten die Streitereien. Während der Aufnahmen zum Nachfolgealbum Left on Mission and Revenge verließen Adams und Hussey die Band, da beide ihre eigenen Songs nicht gegen den Widerstand von Eldritch durchbringen konnten. Erschwerend kam hinzu, dass beide noch in England weilten, während Eldritch nach Hamburg umgezogen war. Hussey und Adams gründeten The Mission und brachten die ursprünglich für die Sisters vorgesehenen Songs wie Garden of Delight und Dance on Glass auf ihr Debütalbum, während Eldritch (neben Doktor Avalanche) nun das einzige Mitglied der Sisters war.
Hussey und Adams wollten The Mission zuerst The Sisterhood nennen, was zum Streit mit Eldritch über die Namensrechte führte. Eldritch schaffte es, zusammen mit Leuten wie James Ray und Patricia Morrison (ex-Gun Club) zuerst eine Single mit anschließendem Album als The Sisterhood zu veröffentlichen. Das Album trägt den Namen GIFT.

### Wiederbeginn und neuer Streit (1987 bis 1995)
Patricia Morrison (Bass) blieb gleich bei den Sisters, die mit dem Hit This Corrosion 1987 ein Comeback feierten. Zusammen mit Studiomusikern wurde das zweite Album Floodland (1987) aufgenommen, das nicht zuletzt wegen des rockigeren Sounds und wagnerhaften Chören kommerziell erfolgreich wurde. Eldritch schrieb die Texte und die Musik auf dieser Platte. Live spielte die Band nicht, dafür wurden aufwendige Videos wie Dominion in der Wüste von Petra aufgenommen. Aber auch diese Zusammenarbeit endete 1989 mit Streit; Eldritch bestritt später sogar, dass Morrison irgendetwas zum Album beigetragen habe. Ihr Name wird auf dem Plattencover auch nicht erwähnt, sie ist nur auf einigen Fotos abgebildet.
Mit neuer Besetzung erschien 1990 Vision Thing, das letzte Studioalbum, mit dem die Sisters ihre Gothic-Phase hinter sich ließen und sich dem Hard Rock zuwandten. Neu in der Band waren Andreas Bruhn (Gitarre), Tony James (Bass; Sigue Sigue Sputnik, Generation X) und Tim Bricheno (Gitarre; All About Eve, X-CNN, Tin Star). Singleauskopplungen waren More, Doctor Jeep und When You Don’t See Me. Eine Reihe von Konzerten wurden nun in Europa und Amerika gespielt (dort mit Public Enemy und Warrior Soul). Den größten Hit landete die Band mit einer Neuauflage von Temple of Love (1992) unter Mitwirkung der israelischen Sängerin Ofra Haza. Zu diesem Zeitpunkt hatte Tony James bereits die Band verlassen.
1993 ersetzte Adam Pearson (Gitarre/Bass; Johnny Thunders) Tim Bricheno und nahm zusammen mit der Gastsängerin Terri Nunn (Berlin) die Single Under the Gun auf. Andreas Bruhn verschlug es mehr in die Musikproduktion, außerdem häuften sich seine Gastauftritte bei deutschen Metal-Musikern wie z. B. Doro Pesch. Im Dezember 1993 kam sein Ausstieg kurz nach Abschluss einer Europatournee. Eine geplante weitere Single, ein dancelastiger Remix des eigenen Klassikers More, kam zwar nie über den Promo-Status hinaus, wird aber noch heute gelegentlich im Radio gespielt. Der damals schon live gespielte neue Song Come Together, der keine Coverversion des gleichnamigen Stücks der Beatles ist, wurde ebenso nicht veröffentlicht.
1994 und 1995 war es ruhig um die Sisters. Eldritch bestreikte seine Plattenfirma EastWest und weigerte sich, ihnen neues Material für ein Studioalbum zur Verfügung zu stellen. Dabei ging es vor allem auch über die Art und Weise, wie die Sisters von der Firma unterstützt werden (welches laut Eldritch gar nicht geschah), vor allem im Hinblick auf den Vertrieb in Amerika. Die Idee einer gemeinsamen Tour mit Metallica wurde nicht realisiert. 1995 kam es außerdem noch zum kurzen Kontakt zwischen Eldritch und Gary Marx. Marx schrieb einige Songs für die Sisters und ließ diese Eldritch zukommen, in der Hoffnung, die Zeit bis zum nächsten Album verkürzen zu können. Ohne Ergebnis brach der Kontakt ab. Diese Songs wurden von Marx fertiggestellt und 2004 unter dem Titel Nineteen Ninety Five and Nowhere veröffentlicht. 2007 wurde das Album erweitert und neu gemastert.

### Comeback, neue Songs und Tourneen
1996 stieß der Gitarrist Chris Sheehan (auch Chris Starling; The Mutton Birds, The Starlings, Babylon Zoo) zur Band, der von 1997 bis 1999 durch Mike Varjak ersetzt wurde. Obwohl seit 1993 keine Platte mehr veröffentlicht wurde, spielt die Band seitdem regelmäßig Konzerte und Festivals in Europa (1997 bis 1999 auch in den USA). Ein Höhepunkt war z. B. der kurzfristige Auftritt als Headliner auf dem Roskilde-Festival 1998.
Eine neue kreative Phase begann, als die Band neue Songs in ihre Konzertprogramm aufnahm. Seit 1993 Come Together den Anfang machte, wurden ab 1997 vermehrt neue Stücke in das Liveset eingebaut: War on Drugs, Summer (beide 1997); (We Are the Same) Susanne, Will I Dream?, Romeo Down (alle 1998), Crash and Burn, Snub Nose (auch Top Nite Out; instrumental) (beide 2000); I Have Slept With All the Girls in Berlin (2003); Still (2006). Außerdem existieren eigenen Angaben zufolge noch weitere Songs. Dazu werden einige Cover wie z. B. Bei mir bist du schön von den The Andrews Sisters, Confide in Me von Kylie Minogue oder Capricorn von Motörhead gespielt. Auch eigene Klassiker wie Lucretia, I Was Wrong, Body Electric und Marian werden live neu interpretiert.
Ende 1997 kaufte EastWest ein von Eldritch produziertes Album einer Band mit dem kryptischen Namen SSV-NSMABAAOTWMODAACOTIATW, betitelt Go Figure, an Stelle von zwei vertraglich vereinbarten Studioalben der Sisters. Go Figure ist „weder offiziell noch inoffiziell“ ein Sisters-Album und enthält lediglich einige gesampelte Stimmen von Andrew Eldritch. Das Album ist von schlechter Qualität und wurde nie offiziell veröffentlicht, ist aber als Bootleg im Umlauf. Als Folge kündigten EastWest den Vertrag mit Andrew Eldritch, der sich seit 1993 weigerte, unter diesem Label ein neues Sisters-Album zu veröffentlichen.
Die Sisters kündigten 1998 an, am Tag nach dem offiziellen Ende des EastWest-Kontraktes eine Indie-Single zu veröffentlichen, die entweder Come Together, War on Drugs oder Summer heißen würde. Zur Veröffentlichung kam es aus verschiedenen Gründen jedoch nicht, einer davon war, dass Pearson sich weigerte, das von ihm geschriebene Stück Summer aufzunehmen, da er es für nicht gut genug hielt.
Seit 1999 tauchen hin und wieder Meldungen auf, wonach die Sisters sich für die Aufnahmen zum neuen und noch unbetitelten Album im Studio befinden. Tatsächlich forderte Eldritch seinerzeit einen Vorschuss in Höhe von drei Millionen US-Dollar. Das Album könnte dann innerhalb von wenigen Monaten aufgenommen werden. Konkrete Pläne für eine Veröffentlichung gibt es derzeit nicht, zum einen, weil Eldritch nach Gesprächen mit diversen großen Plattenfirmen keinen Vertrag abschließen konnte, zum anderen, weil Pearson sich weigert, die von ihm geschriebenen Stücke auf einem Indie-Label zu veröffentlichen.
Während der 2001er-Tour war bei den Sisters-Konzerten stets ein Stand von Amnesty International in der Nähe der Merchandise-Artikel dabei.
2003 wurde kurz vor Start der Smoke and Mirrors-Tour ein roh abgemischtes Video des Songs We Are the Same, Susanne von einem Liveauftritt auf der offiziellen Website zum Download angeboten. Da die Server der Website dem Ansturm nicht standhalten konnten, wurde das Video von der Site entfernt und stattdessen ein MP3-Stück in Mono in verschiedenen Kompressionsraten zur Verfügung gestellt, das bis heute heruntergeladen werden kann.
Nachdem 2004 eine Live-Pause anstand, spielten die Sisters im Sommer 2005 wieder Konzerte und auf Festivals in verschiedenen Orten in Europa. Chris Sheehan hatte die Band mittlerweile wieder verlassen, die zweite Gitarre übernahm Chris Catalyst (bürgerlich Christopher May). Im selben Jahr schloss sich Adam Pearson den wiedergegründeten MC5 an und spielte mit ihnen u. a. auf dem Berlinova-Festival. Parallel spielte er weiterhin Gitarre für die Sisters, verließ die Band aber schließlich Ende 2005. Sein Nachfolger ist Ben Christo (bürgerlich Benjamin Christodoulou).
Ende 2005 veröffentlichten die Sisters erste Termine für eine Nordamerika-Tournee, die sie im Februar und März 2006 durch die USA, Kanada und Mexiko führte. Mit 26 Konzerten war diese Tournee groß angesetzt worden, aber dies wurde nochmals gesteigert, als die Band Ende Januar erste Termine für eine anschließende Europa-Tournee bekanntgab. Auch ein Konzert in Frankreich wurde eingeplant, wo die Sisters seit der Bandgründung 1980 noch nie gespielt hatten. Im Anschluss spielten die Sisters bis Ende Juli 2006 bei diversen Open-Air-Konzerten, u. a. beim Novarock-Festival im österreichischen Nickelsdorf. Zum zweiten Mal seit 1993 spielten die Sisters als Vorgruppe von Depeche Mode im slowakischen Bratislava. Nach einer kurzen Pause spielte die Band im September ein Festival in Istanbul. Am 7. Dezember 2006 wurde die Sisters Bite the Silver Bullet-Tour mit einem Konzert in Moskau abgeschlossen. Damit tourten die Sisters im Jahre 2006 durch 28 Länder, darunter auch das erste Mal in Frankreich.

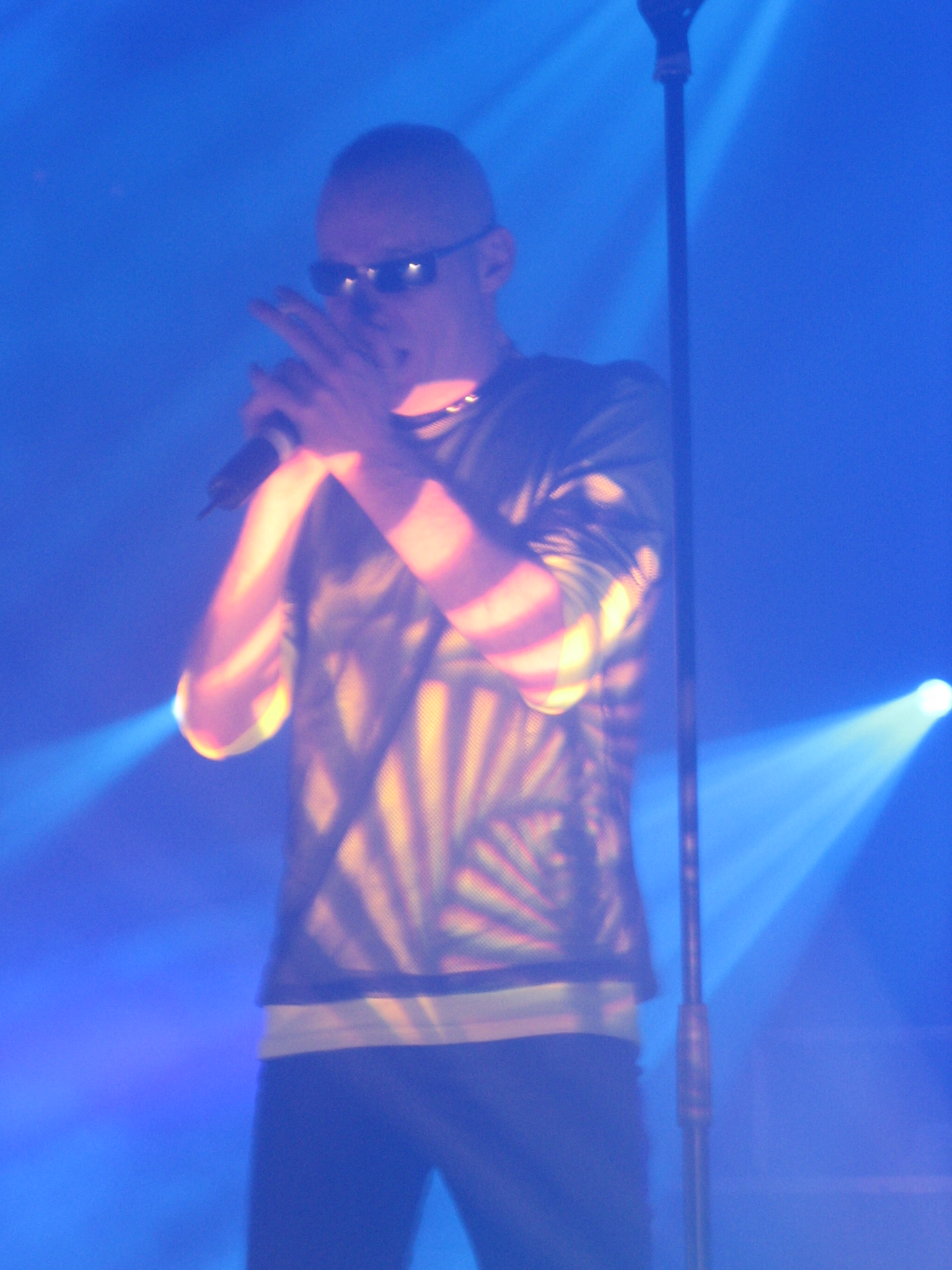
Andrew Eldritch (2006)

Im Dezember 2006 wurden die Alben First and Last and Always, Floodland und Vision Thing als Digipack-CDs neu aufgelegt. Neben den Standardtiteln wurde jede CD mit B-Seiten und zum Teil bisher unveröffentlichten alternativen Songversionen (z. B. Never Land als „vollständige Version“ auf Floodland) aufgefüllt. Im Februar 2007 erschien eine CD-Box mit dem Titel A Merciful Release, welche die neuaufgelegten Digipack-CDs enthält. Im Sommer desselben Jahres spielten die Sisters auf Festivals in Spanien, Deutschland und Belgien.
2009 tourten The Sisters of Mercy erneut, diesmal durch Europa, Südamerika und den Nahen Osten. 2012 trat die Band beim Amphi-Festival auf. Warner Music veröffentlichte 2015 Vinyl-Box-Sets von Floodland, Vision Thing und First and Last and Always, beide um bekannte EPs der Gruppe ergänzt. Geplante Deutschland-Konzerte im Herbst 2015 wurden aufgrund einer Kehlkopfentzündung Eldritchs abgesagt. Ein Ersatzkonzert fand im März 2016 statt. Im Sommer des gleichen Jahres trat die Band wieder auf deutschen Festivals auf. Seit 2019 steht Dylan Smith für Chris Catalyst auf der Bühne. Von 2019 bis 2022 führte die Band etwa 20 neue Songs bei Liveauftritten auf. Das lang erwartete vierte Studioalbum erschien aber auch 2023 nicht. Dafür wurden drei BBC-Sessions, zuvor schon des Öfteren auf Bootlegs erschienen, im Sommer 2021 zum ersten Mal offiziell auf einer Kompilation veröffentlicht. 2023 wurden erstmals nach 14 Jahren wieder US-Livegigs getätigt.
In der Besetzung Eldritch, Christo, Smith hat die Band aktuell rund 20 neue Songs geschrieben, von denen eine Vielzahl auch Live präsentiert wurden. Dylan Smith verließ während der Zugabe beim Konzert in London am 22. September 2023 die Bühne und war fortan nicht mehr Bandmitglied. Er wurde durch Kai von der Band Esprit D'Air ersetzt.
Im Jahr 2024 kündigten The Sisters of Mercy eine bevorstehende Nordamerika-Tournee an, die für Herbst geplant ist, mit geplanten Auftritten in den USA und Kanada.

## Werk
Weltweit gelten The Sisters of Mercy als einer der bekanntesten und wichtigsten Vertreter des Gothic Rock. Vor allem das Frühwerk bis hin zum Debütalbum First and Last and Always wird von der Presse häufig mit Bezug zu dieser Musikrichtung erwähnt. Allerdings distanzieren sich The Sisters of Mercy von der heute als Gothic bezeichneten Musik und der zugehörigen Goth-Bewegung. Ihrer Meinung nach ist dieses Image ihnen von Journalisten angeheftet worden und wird seither stets im Zusammenhang mit den Sisters verwendet. Einige Interviews wurden von der Band beendet, wenn die das Interview führenden Journalisten das „G-Wort“ zu häufig und den deutlichen Hinweisen der Band in Bezug auf dieses Wort zum Trotz nutzten. Während die ersten Gothic-Interpreten der Idee, Rock-Musik zu produzieren, skeptisch gegenüberstanden und Rock-Klischees ablehnten, verstand sich Andrew Eldritch als Rock-Musiker.

„Aus England kommen furchtbar viele entsetzliche Bands, besonders aus London. Viele von ihnen gehen mit diesem Gequatsche von wegen ‚Wir sind keine Rockband‘ auf die Bühne. Wir machen das andersrum - gehen einen Schritt vorwärts. Wir sagen: ‚Wir sind eine Rockband.‘ Sehr laut.“

Die Sisters haben sich in der Zeit, in der sie Platten veröffentlicht haben, immer wieder selbst neu definiert. Nach der Veröffentlichung der nach eigenen Angaben unhörbaren ersten Single wurde das Line-Up der Band erweitert. Wichtigste Änderung hierbei war die Installation der stets scherzhaft als Bandmitglied genannten Drummaschine Doktor Avalanche (in der ersten Inkarnation eine Boss DR55), aber auch das Timing von Bassist Craig Adams, das dem Doktor angepasst wurde. Musikalisch orientierten die Sisters sich meist an punk-/rock-ähnlichen Songs (Body Electric, Floorshow). Dennoch zeigte die Band früh ein weiteres Spektrum an Emotionen und Stimmungen – stellvertretend sei The Reptile House EP genannt. Produktionstechnisch waren die Sisters jedoch noch in einer frühen Entwicklungsphase, weshalb die Songs etwas „dünn“ und „unterproduziert“ klangen.
Nach dem Weggang von Marx, Hussey und Adams nutzte Eldritch das Sisterhood-Abenteuer laut James Ray dazu, seine Kenntnisse im Bereich der Musikproduktion zu erweitern. So erinnert auf Gift vieles noch an die frühen Independent-Zeiten, auch wenn die Songs insgesamt „reifer“ als zu Anfang klangen. 
Als ein Meilenstein gilt das komplett von Eldritch geschriebene und zum Teil auch produzierte Album Floodland. Die erste Single This Corrosion, die vor dem Album erschien, wurde mit Jim Steinman auch durch die Mitwirkung der New York Choral Society produziert. Clevere Arrangements und mehr Gefühl für die einzelnen Instrumente sind die Markenzeichen von Floodland, welches am besten als „alternativer Pop“ bezeichnet werden kann. Dominion, Lucretia und Flood II als Mid-Tempo-Stücke und die Balladen 1959 und Driven Like the Snow zeigen das weitreichende Repertoire der Band.
Mit dem Weggang von Patricia Morrison und der Aufstockung auf insgesamt vier Bandmitglieder in den Jahren 1989 und 1990 wurde die Zeit eines hard-rock-lastigen Klangbilds eingeläutet. Zusammen mit Andreas Bruhn schrieb Eldritch das Album Vision Thing. Wiederum wurde die erste Single aus dem Album, More, von Jim Steinman mitproduziert und mitgeschrieben. Dabei wurden Elemente im Refrain aus dem Lied The Catwoman’s Song (I Need all the Love I Can Get) verwendet, ein Stück aus dem nie aufgeführten Batman-Musical von Steinman. Mit Maggie Reilly wurde eine weibliche Stimme für den Hintergrundgesang gewonnen. Bei Vision Thing wurden die Synthesizer leicht unterstützend im Minimum gehalten, während die Gitarren verzerrter, lauter und härter abgemischt wurden. Dieser Stil wurde auch bis zur letzten Singleveröffentlichung Under the Gun im Jahre 1993 beibehalten. Akustische Balladen wie I Was Wrong und Something Fast fallen ebenso in diesen Zeitraum wie die Neufassung von Temple of Love (1992), die durch eine gute Produktion und dem Mitwirken von Ofra Haza in den europäischen Charts erfolgreich war. Seit dem Weggang von Tony James 1991 ist die Stelle am Bass nicht mehr durch einen Musiker besetzt. Stattdessen übernahm Doktor Avalanche nach vielen Modifikationen (er läuft mittlerweile vollständig über Computer) auch den Part der Bassgitarre und hat diesen bis heute inne.
Erneute Veränderungen ab 1993, bei denen Adam Pearson, Chris Starling und zwischenzeitlich Mike Varjak mitwirkten, bedeuteten eine Weiterentwicklung des Sounds. Vor allem Pearson beteiligte sich am Songwriting und beschäftigte sich dazu auch mit der Technik im Hintergrund. Der Sound ging mehr in Richtung Alternative Rock, in der spielfreudige Leadgitarren und treibende Rhythmusgitarren, unterstützt von Synthesizern, die neue Art des Songwritings demonstrieren. So steht Summer genau für diese Art Musik mit schnellen und treibenden Beats, während bei We Are the Same, Susanne das Gefühl für Balladen immer noch vorhanden ist. Auch die zuletzt geschriebenen und live gespielten Songs wie Crash and Burn und Slept sind repräsentativ für die neue Spielweise und das breite Repertoire der Band.
Die letzte musikalische Richtungsänderung kam mit Neuzugang Ben Christo, der Adam Pearson an der Leadgitarre ersetzte und hier eine deutlich dem Metal entnommene Spielweise an den Tag legt.

## Einflüsse
Als Einflüsse gab die Band Psychedelic Furs, Slade, Pere Ubu und David Bowie an; Andrew Eldritch nannte auch Motörhead, the Cramps und Siouxsie and the Banshees als persönliche Einflüsse.

## Sonstiges
- Der Name The Sisters of Mercy hat laut Frontman Andrew Eldritch zufolge mehrere Ursprünge. Im Englischen steht er sowohl für Ordensschwestern (Barmherzige Schwestern) als auch (umgangssprachlich) für Prostituierte. Letzteres sieht Eldritch auch im Zusammenhang mit dem Rock-’n’-Roll-Business. Vor allem jedoch handelt es sich auch um eine Reverenz an Leonard Cohens gleichnamigen Song. Der Titel des Albums Some Girls Wander by Mistake ist ein Zitat aus Cohens Lied Teachers.
- Die Band legt, zum Beispiel in ihren Verträgen, Wert darauf, dass das The im Bandnamen nicht weggelassen wird.
- In den 1980er Jahren galten die Sisters als die meist gebootlegte Band der Welt. Noch heute tauchen zum Teil noch während einer laufenden Tournee mitgeschnittene Konzertaufnahmen auf.
- In wenigen Songs kommt es vor, dass die Sisters einen Teil rückwärts gespielt haben: Im Song Burn (1983) versteckt sich beispielsweise eine komplette Strophe, in der langen Fassung von Vision Thing aus dem Jahre 1992 findet sich ein Auszug aus dem Film Apocalypse Now, und der Song Ozymandias, 1988 als B-Seite erschienen, ist der komplette Song Dominion rückwärts gespielt.
- In den 1990er Jahren waren die Sisters Bandensponsor beim FC St. Pauli, einem erklärten Lieblingsclub des Sängers Andrew Eldritch.
- Nur ein einziges Mal traten die Sisters mit einem echten Schlagzeuger auf, und zwar bei einem Playback-Auftritt in der Sendung Peters Pop Show im ZDF, bei dem die Songs I Was Wrong und More gespielt wurden.
- Temple of Love (1992) wurde erstmals 1992 in der Galerie Abriss in der Hamburger Hafenstraße vorgestellt. Der Song mit Ofra Haza ist auch im Soundtrack des Films Gegen die Wand aus dem Jahr 2004 enthalten.
- Der Protagonist des Films The World’s End, Gary King (gespielt von Simon Pegg) ist großer Fan der Sisters of Mercy. Sein Aussehen ist auch an das des Frontmans Andrew Eldritch angelehnt, zusätzlich trägt er das Bandlogo als Tätowierung auf seiner Brust und auch das Lied This Corrosion ist mehrmals im Film zu hören.

## Diskografie
Studioalben

| Jahr | Titel                     | Höchstplatzierung, Gesamtwochen, AuszeichnungChartplatzierungen (Jahr, Titel, Platzierungen, Wochen, Auszeichnungen, Anmerkungen) | Höchstplatzierung, Gesamtwochen, AuszeichnungChartplatzierungen (Jahr, Titel, Platzierungen, Wochen, Auszeichnungen, Anmerkungen) | Höchstplatzierung, Gesamtwochen, AuszeichnungChartplatzierungen (Jahr, Titel, Platzierungen, Wochen, Auszeichnungen, Anmerkungen) | Höchstplatzierung, Gesamtwochen, AuszeichnungChartplatzierungen (Jahr, Titel, Platzierungen, Wochen, Auszeichnungen, Anmerkungen) | Höchstplatzierung, Gesamtwochen, AuszeichnungChartplatzierungen (Jahr, Titel, Platzierungen, Wochen, Auszeichnungen, Anmerkungen) | Anmerkungen                                                                                         |
| Jahr | Titel                     | DE | AT | CH | UK | US | Anmerkungen                                                                                         |
| ---- | ------------------------- | --- | --- | --- | --- | --- | --------------------------------------------------------------------------------------------------- |
| 1985 | First and Last and Always | DE40 Gold · (8 Wo.)DE | — | — | UK14 Gold · (8 Wo.)UK | — | Erstveröffentlichung: 11. August 1985 Produzent: Dave Allen                                         |
| 1987 | Floodland                 | DE32 Gold · (20 Wo.)DE | — | CH24 (3 Wo.)CH | UK9 Gold · (20 Wo.)UK | US101 (16 Wo.)US | Erstveröffentlichung: 13. November 1987 Produzenten: Andrew Eldritch, Larry Alexander, Jim Steinman |
| 1990 | Vision Thing              | DE13 Gold · (39 Wo.)DE | AT21 (2 Wo.)AT | CH22 (16 Wo.)CH | UK11 Silber · (4 Wo.)UK | US136 (23 Wo.)US | Erstveröffentlichung: 13. November 1990 Produzenten: Andrew Eldritch, Jim Steinman                  |

## Tourneen seit 1996
- 1996: Roadkill 96 (mit den Sex Pistols) Deutschland
- 1997: Distance Over Time (Konzerte mit Cubanate; Festivals) Deutschland, Österreich, England, Irland, Griechenland, Belgien, USA
- 1998: Event Horizon (u. a. Think About Mutation, Scoda Blush, Orange 9mm) Deutschland, Österreich, England, USA
- 1998: Summer (Festival-Tour, u. a. Roskilde)
- 1999: Sisters To The Planet Edge (mit Tube) USA, Kanada, Mexiko
- 2000: Sisters Trip The Light Fantastic (Festivals; Konzerte mit Freak XXI) Deutschland (Mera Luna-Festival, zum ersten Mal seit der Trennung 1985 spielen The Mission und die Sisters am selben Tag eines Festivals!), England, Schottland, Spanien
- 2001: Exxile On Euphoria (mit Tin Star, Paradise Lost, Project Pitchfork) Deutschland, England, Österreich, Schweiz, Belgien, Tschechische Republik, Portugal
- 2001: verschiedene Festivalauftritte in Deutschland, Belgien, Schweden
- 2002: verschiedene Festivalauftritte in Deutschland, Belgien, Schweiz
- 2003: Smoke And Mirrors (mit Sulpher, Oceansize) Deutschland, Polen, Niederlande, Belgien, England, Schottland
- 2005: diverse Konzerte in England, Deutschland, Niederlande, Belgien, der Schweiz, Österreich und der Tschechischen Republik
- 2006: Sisters Bite The Silver Bullet (mit The Warlocks, NIHIL) Nord-, Mittel- und Südamerika sowie Europa
- 2007: verschiedene Festivalauftritte in Spanien, Österreich, Deutschland, Belgien
- 2008: Ocean to ocean (mit Hypernova) USA, Kanada sowie verschiedene Festivalauftritte in Portugal, Belgien, Bulgarien
- 2009: Mechanised Europe und rest of the world mit Auftritten in zahlreichen europäischen Ländern, darunter auch in Norwegen, Finnland, Russland, Estland, Kroatien, Ungarn sowie in Libanon, Israel, Argentinien, Peru und Brasilien
- 2014: Luxembourg - Rockhal